# Лук линейный
Лук линейный (лат. Allium lineare) — многолетнее травянистое растение, вид рода Лук (Allium) семейства Луковые (Alliaceae).

## Распространение и экология
В природе ареал вида охватывает практически всю территорию Европы, Западную Европу, Казахстан и Монголию.
Произрастает в степях или на лугах.

## Ботаническое описание
Луковицы цилиндрически-коннческие, толщиной 0,5—1 см, длиной 3—6 см, по 1—2 прикреплены к восходящему корневищу, с бурыми, сетчатыми оболочками. Стебель высотой 30—60 см, округлый, гладкий, слегка ребристый, на треть или половину одетый расставленными, гладкими, влагалищами листьев.
Листья в числе 3—4, узколинейные, шириной 1—3 мм, плоские, по краю гладкие или шероховатые, короче стебля.
Зонтик шаровидный или полушаровидиый, многоцветковый, сравнительно рыхлый. Листочки колокольчатого околоцветника розовые, длиной 3,5—5 мм, продолговато-эллиптические или продолговатые, тупые, часто с отогнутым коротким остроконечием, с мало заметной жилкой, наружные немного короче. Нити тычинок обычно в полтора-два раза длиннее листочков околоцветника, при самом основании сросшиеся, шиловидные. Столбик сильно выдается из околоцветника; рыльце почти не утолщённое.
Коробочка с широкоэллиптическими створками, равна или немного длиннее околоцветника.

## Таксономия
Вид Лук линейный входит в род Лук (Allium) семейства Луковые (Alliaceae) порядка Спаржецветные (Asparagales).
|  |                                      |  |                                                             |                                                             |                   |  | ещё 24 семейства (согласно Системе APG II) | ещё 24 семейства (согласно Системе APG II) |                     |  |  |  | ещё более 870 видов |
|  |                                      |  |                                                             |                                                             |                   |  | ещё 24 семейства (согласно Системе APG II) | ещё 24 семейства (согласно Системе APG II) |                     |  |  |  | ещё более 870 видов |
|  |                                      |  |                                                             | порядок Спаржецветные                                       |                   |  |                                            |                                            | род Лук             |  |  |  |                     |
|  |                                      |  |                                                             | порядок Спаржецветные                                       |                   |  |                                            |                                            | род Лук             |  |  |  |                     |
|  | отдел Цветковые, или Покрытосеменные |  |                                                             |                                                             | семейство Луковые |  |                                            |                                            | вид Лук линейный    |  |  |  |                     |
|  | отдел Цветковые, или Покрытосеменные |  |                                                             |                                                             | семейство Луковые |  |                                            |                                            |                     |  |  |  |                     |
|  |                                      |  | ещё 44 порядка цветковых растений (согласно Системе APG II) | ещё 44 порядка цветковых растений (согласно Системе APG II) |                   |  |                                            | ещё около 300 родов                        | ещё около 300 родов |  |  |  |                     |
|  |                                      |  |                                                             | ещё 44 порядка цветковых растений (согласно Системе APG II) |                   |  |                                            |                                            | ещё около 300 родов |  |  |  |                     |